# Bruinkoolmijn

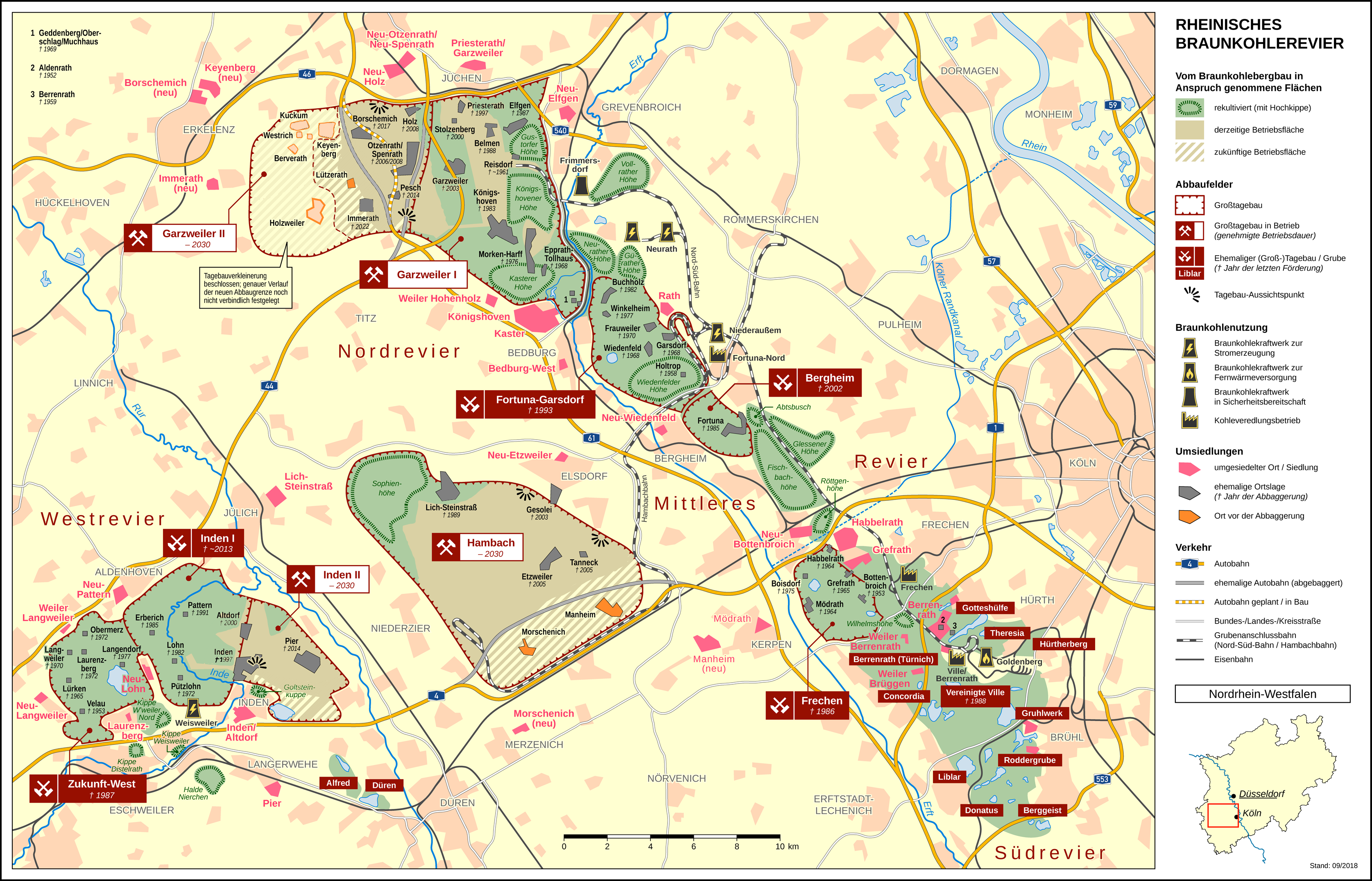
Bruinkoolmijnen in Noordrijn-Westfalen (Rijnlands bruinkoolgebied)

Een bruinkoolmijn of bruinkoolgroeve is een dagbouw-mijn waarin bruinkool gewonnen wordt. Bruinkoolmijnen zijn vooral bekend uit Duitsland, Polen en Tsjechië. Bruinkool in Europa wordt voornamelijk gewonnen uit de Ville Formatie uit het Mioceen (Tertiair) en is 10 tot 20 miljoen jaar oud. Bruinkool is een tussenfase tussen turf en steenkool.

## Naamgeving
Bruinkoolmijnen worden ook wel bruinkoolgroeves genoemd. Een groeve is een vorm van droge ontgronding waarbij aardlagen worden weggesneden of afgegraven om het later te verwerken (tot natuursteen, voor de cement-industrie, voor mineralen en andere delfstoffen), of zand en klei. De term mijn is gereserveerd voor een economische activiteit waar ertsen en vaste brandstoffen worden gedolven. Vanwege het feit dat bruinkool ongeconsolideerd is, is het type mijn voor bruinkool meestal een dagbouwmijn.

## Bruinkoolwinning in Duitsland
Het winnen van de bruinkool in moderne bruinkoolmijnen gaat met machines die de grootste rijdende voertuigen ter wereld zijn. Bij de exploitatie wordt door bemaling het grondwater sterk verlaagd. Eerder klaagde de provincie Limburgse bij de Duitse deelstaatregering van Noordrijn-Westfalen over de verlaagde grondwaterspiegel aan de Nederlandse kant van de grens.

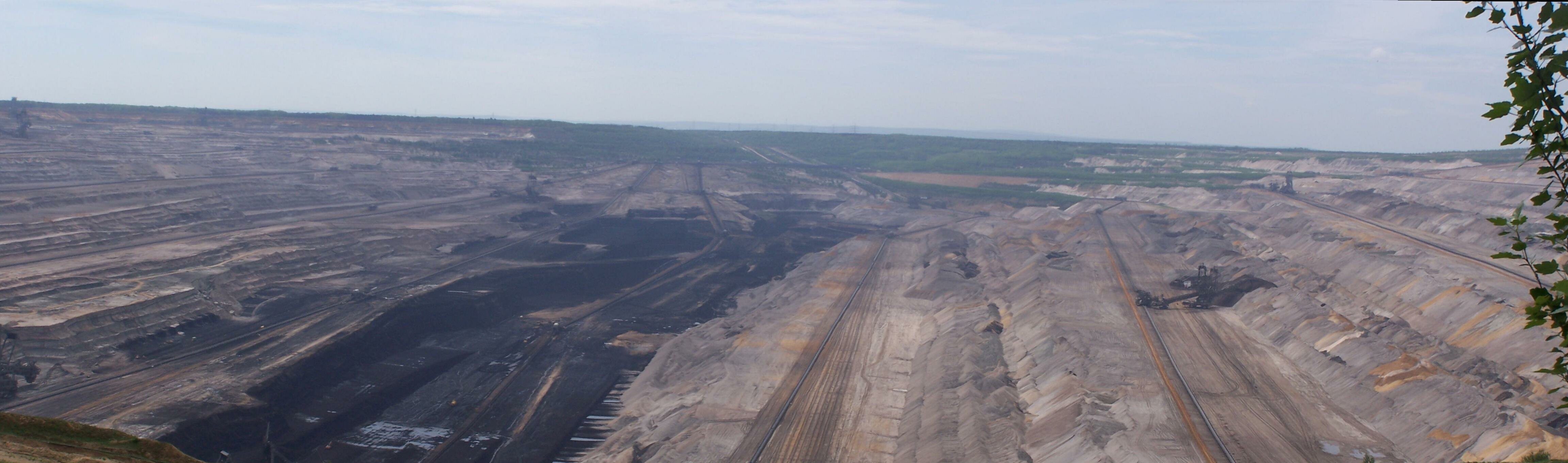
Panorama van bruinkoolmijn Hambach in Duitsland in 2005. Links van het midden de donkergekleurde bruinkool, rechts van het midden een graafmachine.

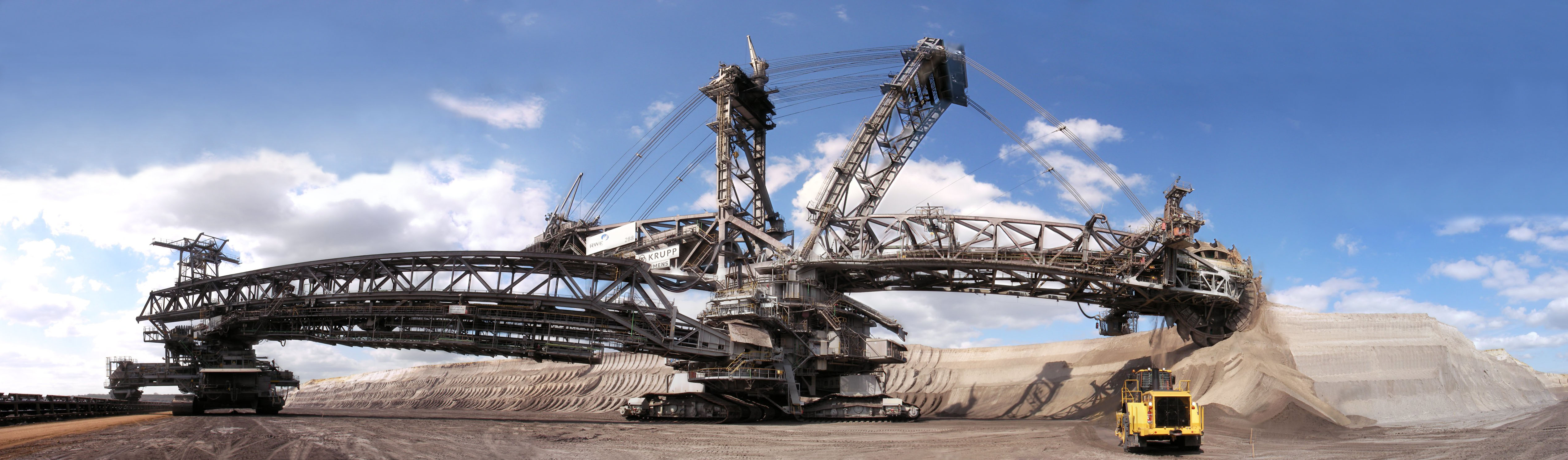
Een graafmachine aan het werk in de groeve Garzweiler I in Duitsland. Deze is ongeveer 95 meter hoog.

## Bruinkoolwinning in België
In 1928 werden bij de verbreding en verdieping van het Maas-Scheldekanaal, onder andere in het gehucht Rauw, gemeente Mol, bruine brokken aarde naar boven gehaald, die geschikt bleken als brandstof. De dikte van de sprietlaag varieerde tussen 75 centimeter en 3 meter, met daarboven een zandlaag van gemiddeld 2 à 3 meter, met pieken van wel 8 à 12,5 meter in het noordoosten van het winningsgebied.
De gemeente Mol gaf pas in 1942 toestemming tot de sprietontginning vanwege de aanhoudende kolenschaarste tijdens de Tweede Wereldoorlog. Vanwege de lage prijs (de gemeente vroeg slechts 20 Belgische frank per 500 kg gewonnen spriet) en de kolenschaarste werd spriet een populaire grondstof. In de barre oorlogswinter van 1942 stalen veel inwoners spriet van het gebied  en namen het in kruiwagens mee naar hun huis.
Na de Tweede Wereldoorlog werd de sprietwinning geprofessionaliseerd, waarbij vijf bedrijven een exploitatieconcessie kregen. Op het toppunt van de winning werd tot wel 800 kubieke meter aarde per dag verplaatst, wat resulteerde in de winning van 100.000 ton spriet op maandbasis.
Door de activiteiten die gepaard gingen met de winning van deze brandstof werd de ontwikkeling van vegetatie langs de oevers sterk beperkt. Er zijn in het gebied rond Mol als gevolg van de sprietdelving vele waterplassen en kanalen ontstaan, waarin een ruimere fauna tot ontwikkeling gekomen is.

## Bruinkoolwinning in Nederland
In Nederland komt in Limburg bruinkool voor in de Ville Formatie uit het Mioceen. In de 20e eeuw vond bruinkoolwinning op bescheiden schaal plaats in Nederland. Getriggerd door de hoge steenkoolprijzen tijdens de Eerste Wereldoorlog werd het voor enkele ondernemers lucratief om de bruinkool in ontginning te nemen. Concessies werden verleend op de Graetheide bij Geleen (Louisegroeve I en II), in Brunssum (Energie, Brunahilde II en de niet ontgonnen Brunahilde I), Heerlerheide (Carisborg I en II), Eygelshoven (Herman) en Haanrade (Anna).

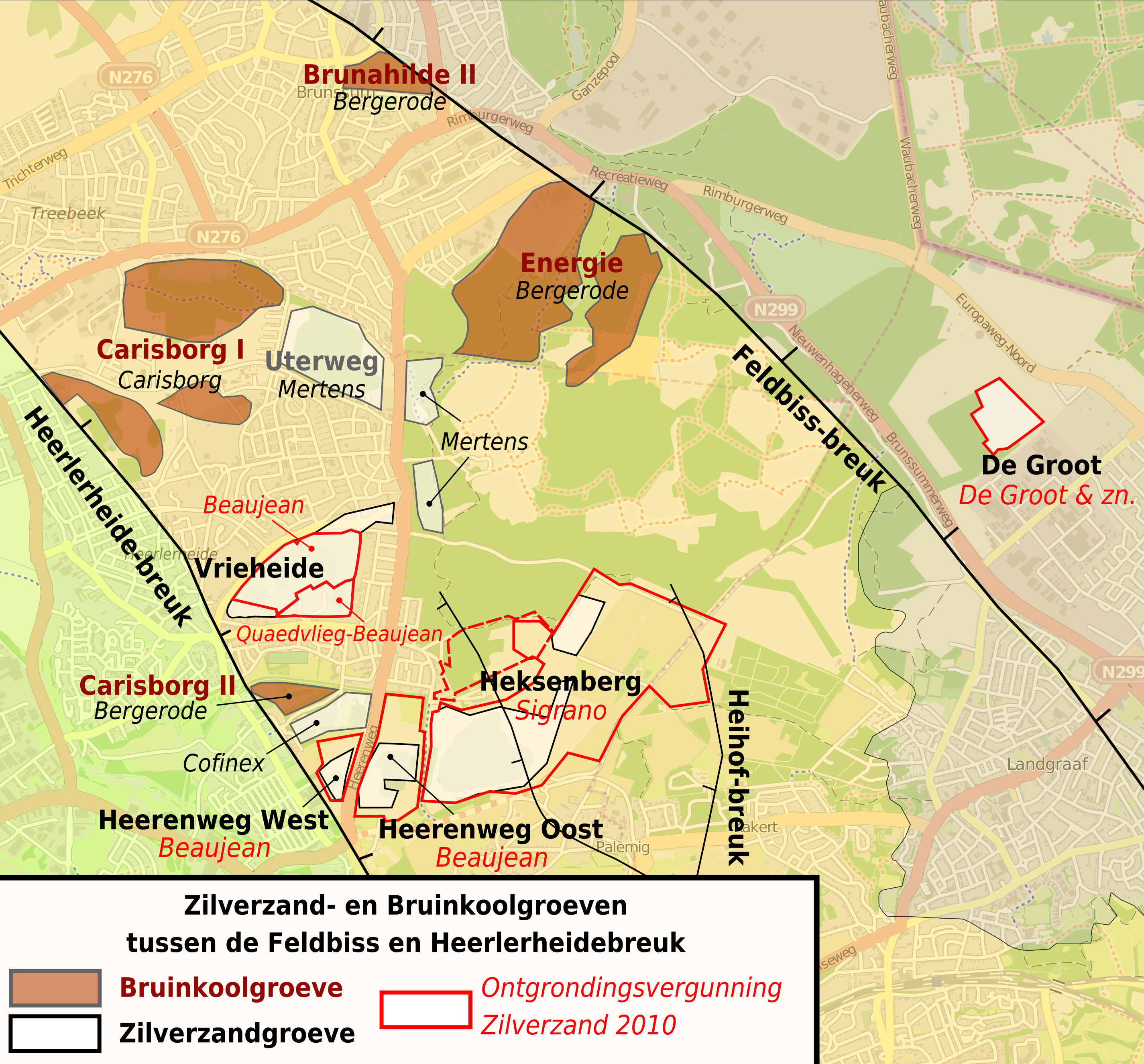
Bruinkool- en zilverzandgroeven tussen de Feldbiss en de Breuk van Heerlerheide
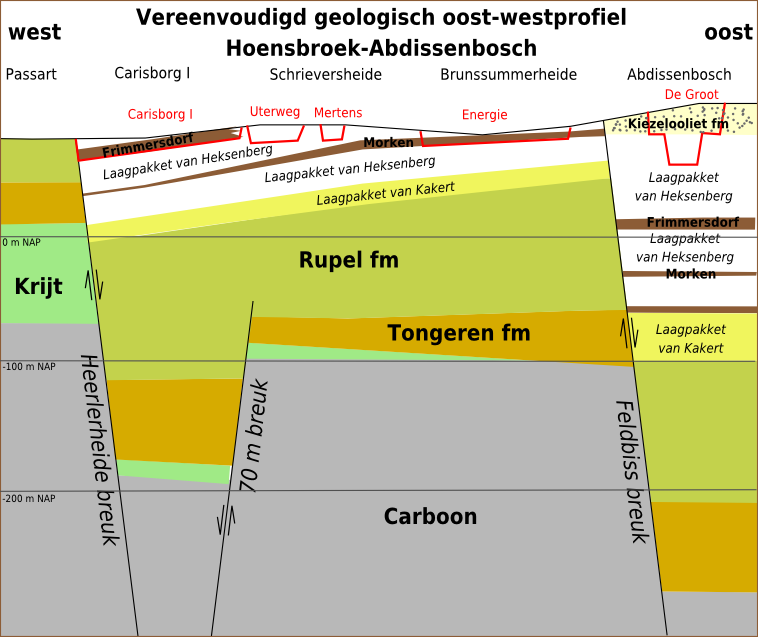
Geologisch profiel